# Moskwa. Centralnyj okrug
Moskwa. Centralnyj okrug (ang. Moskva. Tsentralnyy okrug/Moscow. Central District, ros. Москва. Центральный Округ) - to rosyjski, kryminalny serial telewizyjny. Emitowany w telewizji NTV od 8 grudnia 2003.

## Opis fabuły
Bohaterami serialu są 2 policyjnych detektywów, którzy pracują razem, są to starszy major Bragin (Władimir Mieńszow) i jego młodszy partner Władimir Repeinikow (Siergiej Gorobczenko) z różnymi poglądami na życie i metod pracy śledczej. Paradoks polega na tym, że pomimo wszystkich nieporozumień Bragin i Repeinikow odczuwają potrzebę zawodową, ludzką i siebie nawzajem.

## Obsada
- Siergiej Gorobczenko jako Władimir Riepiejnikow
- Władimir Mieńszow jako Piotr Kuzmicz Bragin
- Aleksiej Kołgan jako kapitan Jakuszonok
- Amadu Mamadakow jako Banzarow
- Lew Durow jako dziadek Riepiejnikowa
- Tatiana Arntgolc jako Nijole
- Władimir Begma jako francuski reżyser
- Juozas Budraitis jako ojciec Nijole
- Nadieżda Butyrcewa jako matka Nijole
- Rusłana Pysanka jako Daria Strielcowa, śpiewaczka operowa